# Michail Šufutinskij
Michail Zacharovič Šufutinskij (in russo Михаи́л Заха́рович Шуфути́нский?; Mosca, 13 aprile 1948) è un cantautore e produttore discografico russo-statunitense, già sovietico.

## Discografia

### Album in studio
- 1982 – Pobeg
- 1983 – Ataman
- 1984 – Gulliver
- 1984 – Ataman – 2
- 1985 – Amnistija
- 1986 – Ataman – 3
- 1987 – Belyj aist
- 1988 – Net problem
- 1989 – Ty u menja edinstvennaja (con Suzanna Tepper)
- 1990 – Podmoskovnye večera
- 1991 – Moja žizn'
- 1992 – Tichij Don
- 1993 – Kisa-kisa
- 1994 – Guljaj, duša
- 1995 – O, ženščiny
- 1996 – Dobryj večer, gospoda
- 1998 – Odnaždy v Amerike
- 1999 – Nu i radi Boga
- 2001 – Ja rodilsja v Moskve
- 2002 – Nakoločka
- 2003 – Bum-bum
- 2004 – Popolam (con Irina Allegrova)
- 2005 – Solo
- 2007 – Moskva-Vladivostok
- 2009 – Brato
- 2013 – Love Story
- 2016 – Ja prosto medlenno ljublju
- 2020 – Ty moja žizn'

### Singoli
- 2024 – Pomada na ščeke (con Mia Boyka)

## Onorificenze
- 2013 – Artista onorato della Federazione Russa[4]